# لك يوم يا بيه (فلم)
لك يوم يا بيه  فيلم دراما كوميدي اجتماعي مصري للمخرج محمد عبد العزيز عام 1984  وكتب فاروق صبري  القصة والسيناريو والحوار. الفيلم من بطولة محمود عبد العزيز ولبلبة وإيمان وأبو بكر عزت  وتدور الأحداث حول الزوج الطائش ممدوح ومغامراته النسائية بمصاحبة شريكه وصديقه الطائش أيضا مرسي.
صدر الفيلم إلى دور العرض المصرية في 30 يونيو 1984.
منح موقع قاعدة بيانات الأفلام العربية «السينما.كوم» الفيلم درجة 4.4/ 10.

## طاقم التمثيل
محمود عبد العزيز: في دور ممدوح
لبلبة: في دور وفاء (زوجة ممدوح)
إيمان: في دور نانا (موديل الإعلانات وعشيقة ممدوح)
أبو بكر عزت: في دور مرسي (شريك وصديق ممدوح)
زيزي مصطفى: في دور زيزي (زوجة مرسي)
صلاح نظمي: في دور أدهم والي (تاجر الخردة الثري)
إنعام سالوسة: في دور نفيسة (السكرتيرة)
علي الشريف: في دور عبد الفتاح (العمدة الأسبق)
نعيمة الصغير: في دور حفيظة (زوجة العمدة)
سعيد طرابيك: في دور منصور (طبيب الأسنان)
إبراهيم قدري: في دور إبراهيم (البواب)
سميحة محمد: في دور مالكة البيت
فاتن فؤاد: في دور عشيقة مرسي
محمد أبو حشيش: في دور عبده (التمرجي)
فاروق الشيخ: في دور إبراهيم بيه (تاجر الفسيخ)
لطفي منصور: في دور فكري
سمير رستم: في دور ضابط الشرطة
عمران بحر: في دور عسكري الشرطة
حسين عرعر: في دور الجار
بالاشتراك مع: شادية الشربيني - نصر سيف - عايدة حسن إسماعيل - الأطفال: نسرين فايز - شادي كمال.

## أحداث الفيلم
يشارك زير النساء ممدوح (محمود عبد العزيز) المتزوج من وفاء (لبلبة) صديقه،  زير النساء أيضا، مرسي (أبو بكر عزت) المتزوج من زيزي (زيزي مصطفى) في شركة «اوك للإعلان»، ويستخدمون الفتاة الجميلة المتطلعة نانا (إيمان سركيس) كموديل لإعلاناتهم. يهمل الزوجان بيوتهم من أجل نزواتهم، فتتفق الزوجتين على إثارة شك أزواجهن من اجل إثارة غيرتهم، دون جدوى، ويصر الزوجان على الاستمرار في مغامراتهم، وقد كانوا عادة يعودون لمنازلهم بملابسهم الداخلية، نتيجة عودة الزوج المخدوع (لطفي منصور) في حالة مرسي، أما في حالة ممدوح الذي أقام علاقة آثمة مع نانا، فكانت تلقي بملابسه للشارع كلما دب خلاف بينهما، فيلجأ ممدوح لعم إبراهيم البواب (إبراهيم قدري) ليستعير جلبابه. كانت نانا تبحث عمن يوصلها للشهرة مستعينة بمفاتنها الجسدية، وعندما لم تقتنع بالإعلانات التجارية، استغلت دخول تاجر الخردة أدهم والي (صلاح نظمي) لعالم الإنتاج السينمائي وأقامت معه علاقة، لينتج لها فيلم سينمائي تقوم ببطولته. يحاول أدهم إبعاد منافسه ممدوح عن نانا، ويستغل وجود الجميع في حفل أقامه في منزله، وعندما ينفرد ممدوح ونانا في حجرة النوم، يقوم أدهم بتوجيه وفاء إلى مكان وجود زوجها، فتضبطه ونانا في أحضانه، فتمنعه من دخول بيت الزوجية، ليقيم بمفرده في فندق. يصطحب ممدوح، كل يوم، فتاة ليل، وتطلب وفاء الطلاق، وتهجر البيت عائدة لأبيها العمدة السابق عبد الفتاح (علي الشريف) الذي يعاني من تسلط زوجته حفيظة (نعيمة الصغير) والتي تريده أن يكتب أملاكه بإسمها. يسافر عبد الفتاح لمقابلة ممدوح ويلجأ لمنزل سكرتيرته نفيسة (إنعام سالوسة) لمعرفة مكان الفندق حيث يقيم ممدوح، ولكنه يتشاجر معها ومع صاحبة البيت (سميحة محمد) فيلقوا به من فوق الدرج. يحاول عبد الفتاح تسكين آلامه بجرعة من الكونياك، بينما تأتي واحدة من بنات الليل تسأل عن ممدوح وتقرر انتظاره. تأتي حفيظة وتجد عبد الفتاح زوجها مع فتاة الليل، فتساومه على التنازل عن ممتلكاته وإلا الفضيحة، ويتنازل لها مرغما. يصطحب أدهم عشيقته نانا إلى فراشه، ثم يطلب منها الذهاب لفراش شريكه أيضا، وتغضب نانا وتتركه لترافق مصور الشركة. تعد نفيسة عشاء وتدعو ممدوح لمنزلها وتحاول تقبيله عنوة ولكنها تفشل، فتقوم بتكليف بعض البلطجية ليدعوا انهم اَهلها ويذهبوا لممدوح ليصحح الوضع مع نفيسة بعد حملها منه بسبب القبلة التي لم تتم، فلما رفض اشبعوه ضربا، وعند عودته للمنزل يجد نانا تعاشر المصور، فيصاب بلوثة عقلية. تستمر زيزي في تمثيل أنها على علاقة برجل آخر، ولكن تمثيلها يتحول لحقيقة، وحينما يهرب مرسي من زوج إحدى عشيقاته ويعود لبيته يجد زوجته زيزي في أحضان عشيقها، فيصاب بلوثة وينتهي به الأمر مع عبد الفتاح وممدوح في مستشفى المجانين.

## روابط خارجية
- لك يوم يا بيه على موقع IMDb (الإنجليزية)
- لك يوم يا بيه على موقع الدهليز
- لك يوم يا بيه على موقع قاعدة بيانات الأفلام العربية
- لك يوم يا بيه على موقع قاعدة بيانات الفيلم (الإنجليزية)
- لك يوم يا بيه على موقع ليتربوكسد (الإنجليزية)
- لك يوم يا بيه على موقع الدهليز
- لك يوم يا بيه على موقع كاروهات

https://letterboxd.com/film/take-care-my-friend/ لك يوم يا بيه (فيلم)
https://www.themoviedb.org/movie/658109?language=ar-SA لك يوم يا بيه (فيلم)